# Verpflegungsgeld (Zivildiener)
Verpflegungsgeld ist Geld, das einem österreichischen Zivildiener zum Zweck des Nahrungserwerbs zur Verfügung gestellt wird. Seit Jahren wird ein Rechtsstreit zwischen Zivildienervertretung und österreichischem Innenministerium über die Höhe des Verpflegungsgeldes ausgetragen.

## Grundlegende Informationen
Man gilt während des Zivildienstes als „Selbsterhalter“. Dies bedeutet, dass man ohne finanzielle Unterstützung der Eltern „überlebensfähig“ ist (beziehungsweise sein muss). Da man allerdings im Staatsdienst steht, hat der Staat für die Unterstützung der Zivildiener zu sorgen. Jeder Zivildienstleistende hat während seines Dienstes Anspruch auf Verpflegung. Diese kann entweder aus Naturalverpflegung (z. B. das Essen der Kantine) oder aus Verpflegungsgeld bestehen (so wie z. B. beim Österreichischen Roten Kreuz). Auch die „Mischung“ beider Verpflegungsformen ist möglich.
Festgelegt wird das im österreichischen Zivildienstgesetz:
§ 28 (1) ZDG: „Die Rechtsträger der Einrichtungen haben dafür Sorge zu tragen, dass die Zivildienstleistenden angemessen verpflegt werden. (...)“

## Entwicklung

### Regelung bis 2000
Bis zum Jahr 2000 bekamen die Zivildiener Essensgutscheine, mit denen in Supermärkten und Restaurants gezahlt werden konnte. Den Zivildienern wurde täglich ein Betrag von 155 Schilling (€ 11,27) zur Verfügung gestellt.

### Regelung im Jahr 2000
Im Jahr 2000 wurde das Verpflegungsgeld ersatzlos gestrichen, dafür wurde die monatliche Pauschalvergütung von €171 auf €265 angehoben. 163 Zivildiener ließen sich vom österreichischen Innenministerium Bescheide über ihre Bezahlung ausstellen und fochten diese an. Der Verfassungsgerichtshof gab den Zivildienern Recht. Diejenigen Zivildiener, die beim Verfassungsgerichtshof Beschwerde geführt haben, erhielten aber keineswegs sofort eine Nachzahlung über die geforderten 112 Schilling pro Tag (€ 8,14). Zunächst gab es zwei Vergleichsangebote seitens des österreichischen Innenministers von 37 öS pro Tag und wenig später 80 öS pro Tag. Laut Innenministerium nahmen über 100 Zivildiener letzteres Angebot an. Die restlichen 55 ehemaligen Zivildiener forderte den vollen Betrag weiterhin ein. Man versuchte die Nachzahlung mit einer sogenannten „Klage nach Artikel 137“ vom Staat einzufordern. Diese Klage wurde zurückgewiesen und die Kläger auf den Verwaltungsweg verwiesen.
In Folge gab es ein neues Vergleichsangebot. Das Innenministerium war jetzt bereit, die geforderten 112 öS pro Tag nachzuzahlen, zuzüglich 4 % Verzugszinsen pro Jahr. Zudem wurden auch die Anwaltskosten der Zivildiener abgegolten.
Das Vergleichsangebot wurde von allen 55 ehemaligen Zivildienern angenommen. Sie erhielten als einzige die volle Nachzahlung auf insgesamt 155 öS Verpflegungsgeld pro Tag.

### Regelung seit 2001
Mit der ZDG-Novelle 2001 wurde die fixe Vorschreibung der Höhe des Verpflegungsgeldes pro Tag auf „angemessene Verpflegung“ geändert. Von Seiten des Innenministeriums und von Seiten der Zivildienervertretung gibt es stark unterschiedliche Auffassungen, ab welchem Betrag ZDL nun ausreichend verpflegt sind. Die meisten Einrichtungen zahlen seit 2001 nur noch in etwa sechs Euro pro Tag. Dieser Betrag wird in einem vom Innenministerium in Auftrag gegebenen Gutachten („Pfannhauser-Gutachten“) als ausreichend ausgewiesen. Die Zivildiener stützen sich auf eine Erkenntnis des Verfassungsgerichtshofes, wonach für eine angemessene Verpflegung ein Betrag zwischen 11 und 14 € ausreichend ist.

### VfGh-Entscheid am 15.November 2005
Am 15. November 2005 beendete der VfGh den jahrelangen Rechtsstreit zwischen Zivildienervertretung und Innenministerium mit dem Urteil, dass sechs Euro täglich deutlich zu wenig sind.
Als Bezugsgröße für die Angemessenheit der Verpflegung nennen die Verfassungsrichterinnen und Verfassungsrichter einen Betrag von 13,60 Euro – das entspricht dem Betrag, den ein Soldat bekommt, wenn er den Garnisonsort befehlsmäßig verlässt.
Zwischen dem österreichischen Innenministerium und den Trägerorganisationen entbrannte ein Streit darüber, wer für die Nachzahlung und die zukünftigen Mehrkosten durch diese Entscheidung aufkommen müsste. Die erwarteten Nachzahlungen bewegen sich im zwei- bis dreistelligen Millionenbereich.

### Pauschalvergütung ab 2015
Mit Wirkung vom 1. März 2015 (BGBl. II Nr. 42/2015) wurde die Grundvergütung für Zivildienstleistende (§ 25a Abs. 2 Z 1 ZDG) auf 313 Euro festgesetzt. Der Zuschlag zur Grundvergütung (§ 25a Abs. 2 Z 1 ZDG) beträgt 171,50 Euro.